# Piliocolobus tephrosceles
Piliocolobus tephrosceles är en primat i släktet röda guerezor som förekommer i centrala Afrika. Typexemplaret hittades vid östra sidan av Ruwenzoribergen.
Exemplaren är utan svans 585 till 645 mm långa, svansen är 660 till 725 mm lång och fötterna är 170 till 190 mm långa. Hannar är med en genomsnittlig vikt av 10,5 kg tydligt tyngre än honor som väger cirka 5,8 kg.
Arten har flera från varandra skilda populationer i bergstrakter i Tanzania och Uganda. Förekomsten i Burundi, Rwanda och östra Kongo-Kinshasa är osäker. Den lever i regioner som ligger 1100 till 2200 meter över havet. Exemplaren vistas i regnskogar, galleriskogar, träskmarker och fuktiga savanner med trädgrupper. Ofta är träden upp till 50 meter höga.
Piliocolobus tephrosceles bildar grupper med 45 till 60 medlemmar.
Beståndet hotas av landskapets omvandling till jordbruksmark, av bränder och av jakt. Flera exemplar faller offer för schimpanser. Delar av utbredningsområdet är nationalpark. Enligt uppskattningar minskar hela populationen med lite över 50 procent under 30 år. IUCN listar arten som starkt hotad (EN).